# Jastrowie (stacja kolejowa)
Jastrowie – stacja kolejowa w Jastrowiu, w województwie wielkopolskim, w Polsce, na linii kolejowej nr 405, łączącej stację Piła Główna z Ustką. Według klasyfikacji PKP ma kategorię dworca lokalnego. Dawniej pełniła funkcję lokalnego węzła kolejowego, do tej pory zachowały się starotorza ze strony Czaplinka oraz Węgierc.

## Ruch pasażerski
| Rok  | Wymiana pasażerska na dobę |
| ---- | -------------------------- |
| 2017 | 150-199                    |
| 2022 | 100-149                    |